# Joan Francesc Coloma
Joan Francesc Coloma (?, 1500 - Elda, 1539) va ser un noble, qui va ostentat el títol de II Senyor d'Elda, al Regne de València. Els historiadors castellans l'anomenen Juan Francisco Pérez Calvillo Coloma.
Era fill de Mossèn Joan de Coloma i María Calvillo. El seu pare Joan de Coloma va signar les Capitulacions de Santa Fe amb Cristòfor Colom, ja que era el protonotari reial. Únic fill legítim, en 1517, a la mort del pare, va heretar el senyoriu d'Elda, que comprenia les viles d'Elda, Petrer i les Salines. Per línia materna, va obtindre la baronia de Malón i el lloc de Bisimbre, al Regne d'Aragó. La família, resident a aquest país, es va traslladar primer a València, i després al castell d'Elda.
En 1520 es va casar amb Maria de Cardona i d'Erill, filla d'Alons Folc de Cardona, almirall d'Aragó, i Isabel Rois de Lihori, amb diversos senyorius repartits pel Regne de València. Van tindre un fill, Joan de Coloma i Cardona, virrei de Sardenya i que rebria el títol elder, qualificat a comtat. A la mort de Maria de Cardona, es va tornar a casar amb sa germana, Caterina de Cardona, en 1527. De la unió van nàixer quatre descendents: Blanca, Isabel, Carles i Pere Coloma, aquest últim hereu de la baronia de Malón.
Va morir en 1539 al castell d'Elda.